# 堀口宏
堀口 宏（ほりぐち ひろし、1928年5月30日 - 没年不明）は、日本のプロボクサー。栃木県真岡市出身。元日本バンタム級チャンピオン。
ピストン堀口は実兄。

## 来歴
- 1943年9月19日、プロデビュー。小関隆に判定負けを喫する。
- 1947年8月29日、秋村竜三に6ラウンドTKOで勝利し、日本バンタム級王座を獲得する。
- 1948年1月16日、花田陽一郎に10ラウンド判定で敗北し、日本バンタム級王座から陥落する。
- 1948年4月11日、花田陽一郎に10ラウンド判定で勝利し、日本バンタム級王座を奪回する。以後3度防衛。
- 1949年12月15日、白井義男に10ラウンド判定で敗北し、日本バンタム級王座から陥落する。
- 1951年12月25日、後藤秀夫の持つ日本フェザー級王座に挑戦するも、10ラウンド判定で敗北する。
- 1952年2月9日、白井義男の持つ日本バンタム級王座に挑戦するも、10ラウンド判定で敗北する。
- 1952年9月23日、中西清明に10ラウンド判定で勝利し、日本バンタム級王座の3度目の奪回を果たす。以後8度防衛。
- 1952年10月18日、フラッシュ・エロルデ（フィリピン）と初代東洋バンタム級王座を争う試合をするも、12ラウンド判定で敗北する。
- 1954年7月27日、日本バンタム級王座を返上し、引退する。

通算戦績 101戦82勝（24KO）11敗6分2無効試合